# Neubauschlüssel

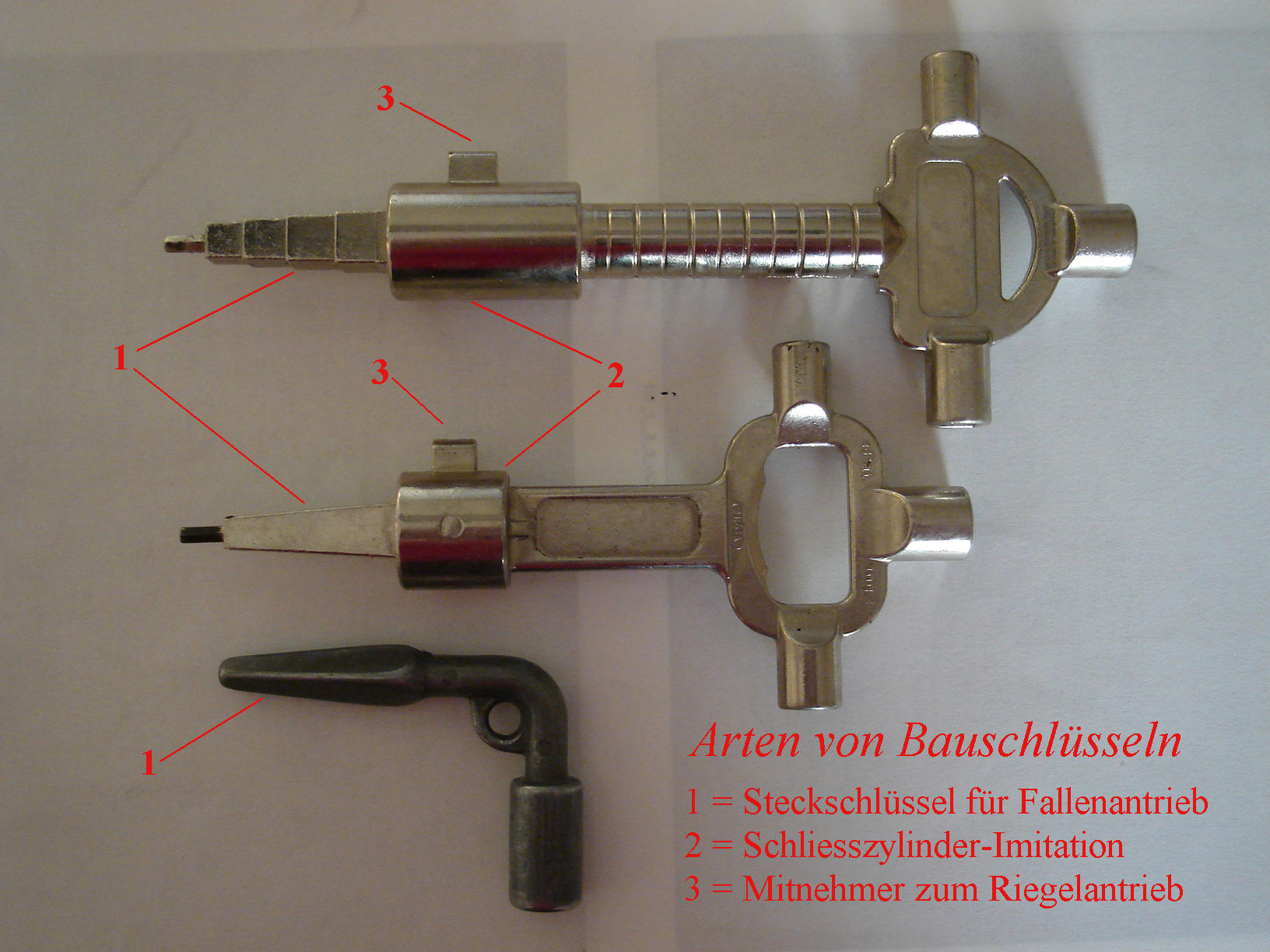
Drei Arten von Bauschlüsseln

Der Neubauschlüssel bzw. Bauschlüssel, Baustellenschlüssel, Architektenschlüssel, auch Hausmeisterschlüssel oder umgangssprachlich (Bau-) Knochen, ist ein Werkzeug, mit dem man Türen öffnen kann, die noch nicht über einen Türbeschlag mit Türklinke noch über einen Schließzylinder verfügen. Dies ist häufig in einem Neubau der Fall, wenn die Türrahmen eingebaut werden und anschließend die Tür eingehängt wird. Das Einsteckschloss ist allerdings schon im Türblatt montiert, so dass man den Dorn des Neubauschlüssels nur in das Vierkantloch des Türschlosses stecken muss und so die Tür öffnen kann. Höherwertige Bauschlüssel besitzen zudem eine zylinderförmige Ausformung mit dem Durchmesser des runden Teils eines Profil-Schließzylinders (17 mm) und einem daran angesetzten Schließbart. Dieser Schlüssel lässt sich bei noch nicht vorhandenem Schließzylinder statt diesem in die dafür vorhandene Öffnung stecken und dient durch Drehung dem Ausfahren des Riegels aus dem Einsteckschloss, was ein provisorisches Absperren der Türe ermöglicht. Diese Schlüssel verfügen am Halm häufig auch noch über eine ringförmige Skalierung in 5‑mm-Abständen, was der Feststellung der erforderlichen Außen- und Innenlänge des benötigten Schließzylinders dient.
Als Kombinationswerkzeug verfügen manche dieser Schlüssel noch über diverse Dreikantschlüssel und Vierkantschlüssel unterschiedlicher Größen, z. B. auch für das Öffnen und Schließen von Fenstern, bei denen noch die Beschläge fehlen, zum  Öffnen und Schließen von Schalt- und Verteilerschränken oder zum Betätigen von Entlüftungsschrauben an Heizkörpern. Ein kleiner Innensechskant-Schlüssel gestattet die Montage von Türbeschlägen. Der teilweise integrierte Flaschenöffner ergibt sich durch eine entsprechende Ausformung der Reite.
Auch Bautüren, die nur während der Bauzeit im Gebäude verbleiben, können zum Schutz vor unerlaubtem Zutritt ohne Türklinke ausgestattet sein.